# 鄧春榜
鄧春榜（越南语：／；1828年—1910年），字希龍，號文甫，又號善亭，越南阮朝官員、史學家、地理學家。

## 生平
鄧春榜是南定省春長府膠水縣行善總行善社（今屬南定省春長縣春鴻社行善村）人，明命九年（1828年）出生。紹治六年（1846年），18歲的鄧春榜參加鄉試，考中秀才。嗣德三年（1850年），再次參加南定場鄉試，考中舉人第七名，任寧江府教授。
嗣德九年（1856年），鄧春榜參加會試，考中進士。初授壽春知府。嗣德十三年（1860年），改任安平知府。次年（1861年），升監察御史，後任吏科掌案。嗣德十七年（1864年），任廣安按察使。嗣德二十年（1867年），升清化布政使，次年（1868年），改任宣光布政使。嗣德二十二年（1869年），再改任山西布政使。嗣德二十三年（1870年），升興安巡撫。嗣德二十五年（1872年），權海陽巡撫。
嗣德二十七年（1874年），法國發動北圻遠征，佔領海陽省，鄧春榜按律問罪。嗣德帝親自定罪，鄧春榜等海陽官員判斬監候。嗣德二十九年（1876年）十月，鄧春榜被赦免失守海陽之罪，責令軍前效贖。
同慶元年（1886年），鄧春榜任南定督學。同慶三年（1888年），致事返鄉，著書立說。維新四年（1910年），鄧春榜去世，壽八十三歲。

## 著作
鄧春榜著述頗豐，有《史學備攷》、《南方名物備攷》、《越史綱目節要》、《善亭謙齋文集》、《聖祖行實演音歌》、《通鑑輯覽便讀》、《南國地輿》、《宣光省賦》等。

## 家庭
子鄧春楥，著有《越南紀始》、《孔學新知》、《哲學語言》、《俗語賦》、《改良原圖》等書。